# Isabel de Pilica
Isabel de Pilica o Isabel Granowska (en polaco: Elżbieta z Pilczy / Elżbieta Granowska z Pileckich; c. 1372-Cracovia, 12 de mayo de 1420) fue reina consorte de Polonia desde 1417 hasta 1420 como la tercera esposa de Vladislao II de Polonia (Jogaila), gran duque de Lituania y rey de Polonia (reinado: 1386-1434).

## Primeros años y primeros matrimonios
Isabel era la única hija de Otón de Pilica, vaivoda de Sandomierz, y de su esposa, Eduviges de Melsztyn, hija de Jan de Melsztyn y madrina del rey Vladislao II de Polonia. El tío de Isabel, Spytek de Melsztyn, era una figura influyente en la corte de Jogaila. Cuando su padre murió en 1384 o 1385, Isabel heredó sus propiedades, las cuales incluían Pilica y Łańcut.
Sus dramáticos primeros años de vida fueron descritos por Jan Długosz, pero la autenticidad de estos hechos es dudosa ya que no está corroborado por otras fuentes y Długosz no proporcionó fechas. Es posible que esto haya sido inventado para desacreditar a la reina impopular. Según Długosz, Isabel fue secuestrada por Wiseł Czambor de Moravia. Posiblemente Czambor quiso casarse con ella para obtener sus riquezas. Isabel fue secuestrada otra vez por Jan (Jańczyk) de Jičina de la casa de Czambor. Este último viajó hacia Cracovia, donde fue asesinado por Jan, quien luego recibió un permiso del rey Vladislao II de Polonia (Jogaila) para casarse con Isabel. No está claro si ella contrajo matrimonio con Czambor o con Jan, pero se sabe que pronto enviudó.
Alrededor del año 1397, Isabel contrajo matrimonio con Wincenty Granowski, castellano de Nakło y un viudo con al menos tres hijos de su anterior matrimonio. El matrimonio con Isabel impulsó la carrera de Granowski. Fue enviado en misiones diplomáticas a los caballeros teutónicos y a Wenceslao de Luxemburgo. En 1409, se convirtió en starosta de la Gran Polonia, y en 1410 tuvo el comando de su propio batallón en la batalla de Grunwald. Murió de manera repentina hacia finales de 1410. Se cree que fue envenenado. Isabel y Granowski tuvieron dos hijos y tres hijas.

## Matrimonio con Vladislao II de Polonia
En marzo de 1416, la reina Ana de Celje murió, dejando al rey Vladislao II de Polonia (Jogaila) viudo con sólo una hija. La nobleza polaca animó al rey a volver a casarse por razones políticas y para asegurar un heredero varón al trono. El gran duque de Lituania, Vitautas, propuso un matrimonio con su nieta, María Vasílievna, hija de Basilio I de Moscú. Segismundo de Luxemburgo, emperador del Sacro Imperio Romano Germánico, propuso a su sobrina Isabel, duquesa de Luxemburgo. Por lo tanto, fue sorprendente cuando Jogaila decidió casarse con Isabel Granowska, una viuda de mediana edad con pocas conexiones políticas y un pasado escandaloso. El obispo Stanisław Ciołek la llamó "cerda", mientras que otros estaban consternados por su edad.
En enero de 1417, Jogaila viajó hacia Lituania y se detuvo en Liúboml para reencontrarse con su hermana Alejandra, y fue acompañado por Isabel. Después de unos pocos días, Jogaila abandonó Liúboml pero no sin antes hacerle muchos regalos costosos a Isabel. No era la primera vez que se conocían, ya que la familia de Isabel frecuentaba la corte de Jogaila. En marzo de 1417, de regreso a Polonia, Jogaila se detuvo en Łańcut, propiedad de Isabel. Parece ser que la decisión de un matrimonio entre ambos, quizás arreglado por Alejandra, se tomó allí. Se casaron el 2 de mayo de 1417 en Sanok, pero la coronación de la nueva reina fue aplazada hasta el 19 noviembre debido a la resistencia de la nobleza polaca.  Argumentaron que la verdadera reina de Polonia era la princesa Eduviges Jagellón (hija de Jogaila con Ana de Celje) y que Isabel era una "hermana espiritual" de Jogaila ya que la madre de ésta era su madrina. Jogaila obtuvo una dispensa del concilio de Constanza.
A pesar de la desaprobación de los nobles, el matrimonio fue feliz. Isabel a menudo acompañaba a su marido en varios viajes, pero tuvo poca influencia política. Enfermó, posiblemente de tuberculosis, a principios de 1419 y tuvo problemas para acompañar a Jogaila en sus viajes. Falleció el 12 de mayo de 1420 y fue enterrada en la catedral de Wawel. Sin embargo, su cuerpo fue movido para el entierro de Esteban I Báthory y se desconoce cuál es su actual lugar de entierro.

## Descendencia
Se cree que Isabel tuvo cinco hijos con Wincenty Granowski:
- Eduviges: desposó a Jan de Leksandrowic.
- Otón.
- Isabel: desposó a Bolko V de Opole.
- Jan de Pilica: castellano de Cracovia, progenitor de la familia.
- Ofka: desposó a Jan de Jičina, hijo de Jan (Jańczyk) de Jičina.